# Domenico Gambino
Domenico Gambino (Turín, 17 de mayo de 1890 – Roma, 17 de abril de 1968) fue un actor, guionista y director cinematográfico de nacionalidad italiana.

## Biografía
Su nombre completo era Domenico Maria Gambino, y nació en Turín, Italia, en el seno de una familia de pasteleros. Siendo muy joven se inició como artista circense, pasando después al teatro y formando parte de una compañía dedicada al repertorio en dialecto.
Formando parte de Itala Film, su debut en el cine llegó en 1910 participando como comparsa en los filmes de la serie Cretinetti (André Deed) hasta 1911, año en el cual fue escogido para protagonizar la serie cómica de Saltarelli.
En 1912 volvió al teatro como actor joven de la compañía en dialecto de Carlo Nunziata, pero al año siguiente fue nuevamente contratado por Itala como actor, especialista y director de efectos especiales. En 1914 formó parte del reparto de film histórico Cabiria, y en 1916 pasó a formar parte de Ambrosio Film como actor y director, trabajando más tarde para Pasquali Film.
En 1918 fundó una compañía cinematográfica propia, Delta Film. En 1920 fue el intérprete de un nuevo personaje creado por él mismo, Saetta, que fue el motivo de que cambiara el nombre de su productora por Saetta Film.
Gambino interpretó la exitosa serie de Saetta hasta 1925, con el film Saetta e le sette mogli del Pascià. Tras esta película se debía rodar otra, con el título Saetta fascista, pero el actor se negó y emigró a Alemania, país en el cual rodó un pequeño número de películas entre 1928 y 1935.
Volvió a Italia en 1936 con el film Un bacio a fior d'acqua, que fue un gran fracaso comercial. En los años 1940 dirigió algunas interesantes producciones, entre ellas La donna perduta (1940), La pantera nera (1942) y Torna a Napoli (1949). Como actor cabe mencionar su trabajo en el film Abbasso la ricchezza! (1948), que tuvo como principales intérpretes a Anna Magnani y Vittorio De Sica. Su última película fue La Luciana, que dirigió en 1954.
Domenico Gambino falleció en 1968 en Roma, Italia.

## Selección de su filmografía

### Actor
- Saltarelli ha fatto il bagno nel caucciù (1911)
- Saltarelli e l'ascensore (1911)
- L'attrice burlona, de Mario Morais (1912)
- Più forte che Sherlock Holmes, de Giovanni Pastrone (1913)
- Cabiria, de Giovanni Pastrone (1914)
- Ettore Fieramosca, de Umberto Paradisi (1915)
- La paura degli aeromobili nemici, de André Deed (1915)
- Un demone gli disse..., de Federico Elvezi (1919)
- Il salto della morte, de Ettore Ridoni (1919)
- Saetta salva la regina, de Ettore Ridoni (1920)
- Il capolavoro di Saetta, de Eugenio Perego (1923)
- Saetta contro la ghigliottina, de Émile Vardannes (1923)
- I milioni di Saetta, de Ubaldo Pittei (1923)
- Saetta impara a vivere, de Guido Brignone (1924)
- Saetta, principe per un giorno, de Mario Camerini (1924)
- Maciste imperatore, de Guido Brignone (1924)
- Caporal Saetta, de Eugenio Perego (1924)
- Saetta e le sette mogli del Pascià, de Luciano Doria (1926)
- Es geht um alles, de Max Nosseck (1932)
- Der indische Diamant, de Rolf Randolf (1933)
- Un bacio a fior d'acqua, de Giuseppe Guarino (1936)
- Quarta pagina, de Nicola Manzari (1942)
- Le miserie del signor Travet, de Mario Soldati (1945)
- Abbasso la ricchezza!, de Gennaro Righelli (1946)

### Director
- La spirale della morte (1917, también actor), codirigida con Filippo Costamagna
- Gyp (1918), codirigida con Paolo Trinchera
- Il sotterraneo fatale (1920), también actor
- Saetta contro Golia (1920), codirigida con Michele Malerba, también actor
- Saetta e il club dei Ciuffi (1921), codirigida con Mario Roncoroni, también actor
- Saetta contro l'orco di Marcouf (1921), codirigida con Michele Malerba , también actor
- Saetta più forte di Sherlock Holmes (1921), codirigida con Mario Roncoroni
- Saetta Mefistofele (1925), también actor
- Diebe (1928), codirigida con Edmund Heuberger
- Die letzte Galavorstellung des Zirkus Wolfson (1928), también actor y guionista
- Aféra v grandhotelu (1929), codirigida con Edmund Heuberger, también actor
- Ich hab mein Herz im Autobus verloren (1929), codirigida con Carlo Campogalliani, también actor
- Der Bergführer von Zakopane (1931), codirigida con Adolf Trotz, también actor
- Lotte nell'ombra (1938), también guionista
- Traversata nera (1939), también guionista
- Il segreto di Villa Paradiso (1940)
- Arditi civili (1940)
- La donna perduta (1940)
- La pantera nera (1942)
- Un mese d'onestà (1948), también actor
- Torna a Napoli (1949), también guionista
- La Luciana (1954)